# 大斎 (カトリック教会)
カトリック教会における大斎（だいさい、ラテン語: jejunium）は、イエス・キリストの受難に心をはせるために行う食事制限のこと。「1日に1回十分な食事を摂り、あとの2食は少ない量に抑えること」が基本的な形である。現行の規定においては、18歳以上60歳未満の健康な信徒に対して四旬節中の灰の水曜日と聖金曜日に行うことが求められており、通常は小斎とセットになっている。しかし、病人や妊娠中の者、特別な事情がある者は免除される。

## 現行規定の制定時期
1966年2月17日に、教皇パウロ6世は使徒憲章『Paenitemini』により大斎規定を改正し、同年2月23日より施行された。

## 過去の規定
現行規定への改正以前は、灰の水曜日、四旬節の金曜日と土曜日、および四季の日の各当日、「聖霊降臨日、神の聖母の被昇天日、諸聖人の日、および主の御降誕日」の各前日が大斎・小斎日と規定されていた
。